# Деметрий II Этолийский
Деметрий II Этолийский (др.-греч. Δημήτριος Β΄ Αἰτωλικός) (269 — 229 до н. э.) — македонский царь, правивший в 239 до н. э. — 229 до н. э.

## Биография
Деметрий был сыном царя Антигона II и Филы, дочери Селевка I.
Деметрий отличился ещё при жизни своего отца, победив Александра II Эпирского, сына знаменитого Пирра, в битве при Дердии, по всей видимости, где-то в Западной Македонии. Затем, как говорит Юстин, Деметрий вторгся в Эпир, вынудив Александра бежать в соседнюю Акарнанию. Победа сына обеспечила безопасность границ Македонии, позволив Антигону сконцентрировать внимание на разгроме антимакедонской коалиции в южной Греции.
В 50-х гг. состоялся первый брак Деметрия — на Стратонике, дочери селевкидского царя Антиоха II Теоса.
По имени Деметрия названа так называемая Деметриева война, в которой Македония и её союзники противостояли этолийско-ахейскому альянсу (238—229 до н. э.) На первый взгляд, эту войну можно считать для греков освободительной. Однако под лозунгами освобождения зависимых от Македонии эллинских государств этолийцы и ахейцы на самом деле стремились расширить свои федерации. Противников Македонии на Балканах поддерживал Птолемей Эвергет.
В сложившейся ситуации Деметрий должен был уделять самое пристальное внимание защите сферы влияния Македонии в Греции, основой которая в это время являлись Аттика и Эвбея. Плутарх упоминает о разгроме ахейцев во главе с Аратом царским стратегом Битием при Филакии. Также царь поддерживал несколько тиранических режимов на Пелопоннессе.
В 236 до н. э. Деметрий во главе армии вторгся в Беотию, бывшую после поражения при Херонее в 245 до н. э., вынужденной союзницей Этолии, и склонил беотийцев на сторону Македонии. Однако на Пелопоннессе ахейцы достигли крупных успехов, добившись присоединения к своему союзу Мегалополя и Орхомена. Правда, Арату не удалось покорить Аргос, где после гибели в сражении с ахейцами тирана Аристиппа свою власть утвердил его брат Аристомах.
В 231 до н. э. за помощью к Деметрию обратились жители акарнанского города Медиона, который был осажден этолийскими войсками. Македонский царь, не имея в это время возможности оказать непосредственную военную поддержку, подкупил царя иллирийцев-ардиев Агрона. Агрон направил к Медиону десант, разгромивший этолицев. Участие в судьбе Медиона стало последней известной внешнеполитической акцией Деметрия.
Со второй половины 230-х гг. до н. э. основное внимание Деметрия было приковано к северо-западной границе Македонии, где участились нападения иллирийских племен дарданцев. И. Г. Дройзен считает, что царь погиб во время борьбы с ними. Однако источники на это не указывают. На момент смерти Деметрия его сыну Филиппу было девять лет.

### Древние источники
- Страбон. География. М., 1994. C. 427.
- Юстин. Эпитома сочинения Помпея Трога «История Филиппа» // Вестник древней истории. М: 1954. № 2-4.

### Современная литература
- Дройзен И. История эллинизма. — Т. III: История эпигонов. — СПб.: Наука, 1999. С. 131, 167, 194—205, 212, 348, 411, 434, таблица V.5. — ISBN 5-02-026755-4
- Кузьмин Ю. Н. Загадка Деметрия «Этолика» // Исседон: альманах по древней истории и культуре. — Екатеринбург : [Изд-во Урал. гос. ун-та], 2007. — Т. 4. — С. 59—66.  (Дата обращения: 11 октября 2011)